# شهرستان پرتر (ایندیانا)
شهرستان پرتر، ایندیانا (به انگلیسی: Porter County, Indiana) شهرستانی در ایالات متحده آمریکا است که در ایندیانا واقع شده‌است.

## خصوصیات
شهرستان پرتر ۱۶۴٬۳۴۳ نفر جمعیت دارد و ۲۵۶٫۹۵ متر بالاتر از سطح دریا واقع شده‌است.